# Кашкин, Всеволод Сергеевич
Всеволод Сергеевич Кашкин (8 июня 1998, Мытищи) — российский саночник, чемпион Европы 2021 года в эстафете, многократный победитель и призёр этапов Кубка мира. Член сборной России по санному спорту.

## Биография
Родился в городе Мытищи, Московской области.
На международных соревнованиях выступает с 2016 года.
Бронзовый призёр чемпионата России 2019 года. Вице-чемпион России в спринте.
Он дебютировал на этапе Кубка мира в сезоне 2018/19 годов, 24 ноября 2018 года в Инсбруке, где его двухместный экипаж стал 21-м. Свой первый подиум, а также свою первую победу он завоевал 1 декабря 2018 года в канадском Уистлере в эстафетном спуске. В общем зачете его лучшим результатом является девятое место в двойках в сезоне 2018/19 годов.
В канадском Уистлере 14 декабря 2019 года Всеволод Кашкин и Константин Коршунов заняли третье место в соревнованиях двоек на этапе Кубка мира по санному спорту.
10 января 2021 года Всеволод Кашкин в составе эстафетной команды России впервые в карьере выиграл золотую медаль чемпионате Европы в латвийской Сигулде.